# Jester Records
Jester Records – wytwórnia płytowa powstała w 1998 z inicjatywy Kristoffera Rygga (znanego jako Garm) po konflikcie między jego zespołem - Ulver - i poprzednim wydawcą - Century Media Records.

## Artyści związani z wytwórnią
- 1349 Rykkinn
- Arcturus
- Bogus Blimp
- Anthony Curtis
- Esperanza
- Kåre João
- Origami Galaktika
- Rotoscope
- Single Unit
- Star of Ash
- Ulver
- Upland
- Virus
- When